# Manuel de Bragança
António José Manuel de Bragança (Lisboa, 18 de junho de 1895 — Lisboa, 12 de agosto de 1964), mais conhecido por D. Manuel de Bragança, foi um professor universitário especialista em pecuária, poeta e intelectual. Foi cultor do fado.

## Biografia
Nasceu em Lisboa, filho de D. José Bernardino de Bragança e Ligne de Portugal e Castro Álvares Pereira e de sua esposa Sofia Ribeiro da Silva, uma família da alta aristocracia portuguesa. Casou com Ana do Carmo Zarco da Câmara, de origem madeirense.
Foi professor de Zootecnia e Higiene Pecuária no Instituto Superior de Agronomia.